# Hochwurzen
Hochwurzen är ett berg i Österrike.   Det ligger i distriktet Liezen och förbundslandet Steiermark, i den centrala delen av landet, 220 km väster om huvudstaden Wien. Toppen på Hochwurzen är 1 419 meter över havet.
Terrängen runt Hochwurzen är bergig åt sydost, men åt nordväst är den kuperad. Terrängen runt Hochwurzen sluttar norrut. Närmaste större samhälle är Schladming, 4,0 km nordost om Hochwurzen. 
I omgivningarna runt Hochwurzen växer i huvudsak blandskog. Runt Hochwurzen är det ganska glesbefolkat, med 25 invånare per kvadratkilometer.